# Schoenobius flava
Schoenobius flava là một loài bướm đêm trong họ Crambidae.